# Dalkovice
Dalkovice jsou vesnice, část města Trhový Štěpánov v okrese Benešov ve Středočeském kraji. Leží pod severním svahem Paseky v údolí v nadmořské výšce 387 metrů. Vsí protéká Dalkovický potok. Pod Dalkovicemi prochází potrubí z nádrže vodní nádrž Švihov.

## Název
Dalkovice pochází od názvu ves lidí Dálkových. V roce 1295 je název uváděn in Dalcowitz, 1379 in Dalkowicz, 1401 in Dalkowytz, 1544 ves Dalkowicze, 1654 Dalkowicze.

## Historie
První písemná zmínka o vesnici Dalkovice v historických písemných pramenech byla učiněna v soupise majetků, statků, dávek a platů pražského biskupství. Tento urbář, jehož fragment je uložen v Archivu Národního Muzea, není datován, ale dle editora byl sepsán okolo roku 1295. O Dalkovicích je zde psáno v souvislosti s biskupským panstvím s centrem ve Štěpánově (dnes Trhový Štěpánov): „Item in Dalcouicz est una terra,quam tenet siluanus“ (biskupství mělo v Dalkovicích „zemi“, resp. půdu, pole, kterou držel hajný – lesník, zřejmě biskupský služebník). Zbytek vsi byl samostatným zbožím vladyckým. Nejstarší známý držitel byl Ješek z Dalkovic roku 1354.
Později se ves dostala se k vlašimskému panství, od něhož ji bratři Trčkové z Lípy (1548) prodali Zdenkovi Zruckému z Chřenovic. Od té doby patřily Dalkovice k Štěpánovu, později ke hradu Šternberku. Tvrz zpustla a zbyly z ní jen okrouhlé příkopy a náspy.

## Obyvatelstvo
V roce 1848 měly Dalkovice 322 obyvatel, v roce 1930 již 241 obyvatel, v roce 1980 jen 127.
| Rok            | 1869 | 1880 | 1890 | 1900 | 1910 | 1921 | 1930 | 1950 | 1961 | 1970 | 1980 | 1991 | 2001 | 2011 | 2021 |
| -------------- | ---- | ---- | ---- | ---- | ---- | ---- | ---- | ---- | ---- | ---- | ---- | ---- | ---- | ---- | ---- |
| Počet obyvatel | 309  | 314  | 273  | 286  | 236  | 237  | 241  | 173  | 169  | 153  | 127  | 85   | 76   | 61   | 74   |
| Počet domů     | 49   | 51   | 51   | 50   | 47   | 52   | 50   | 51   | 43   | 41   | 40   | 46   | 47   | 46   | 41   |

## Obecní správa

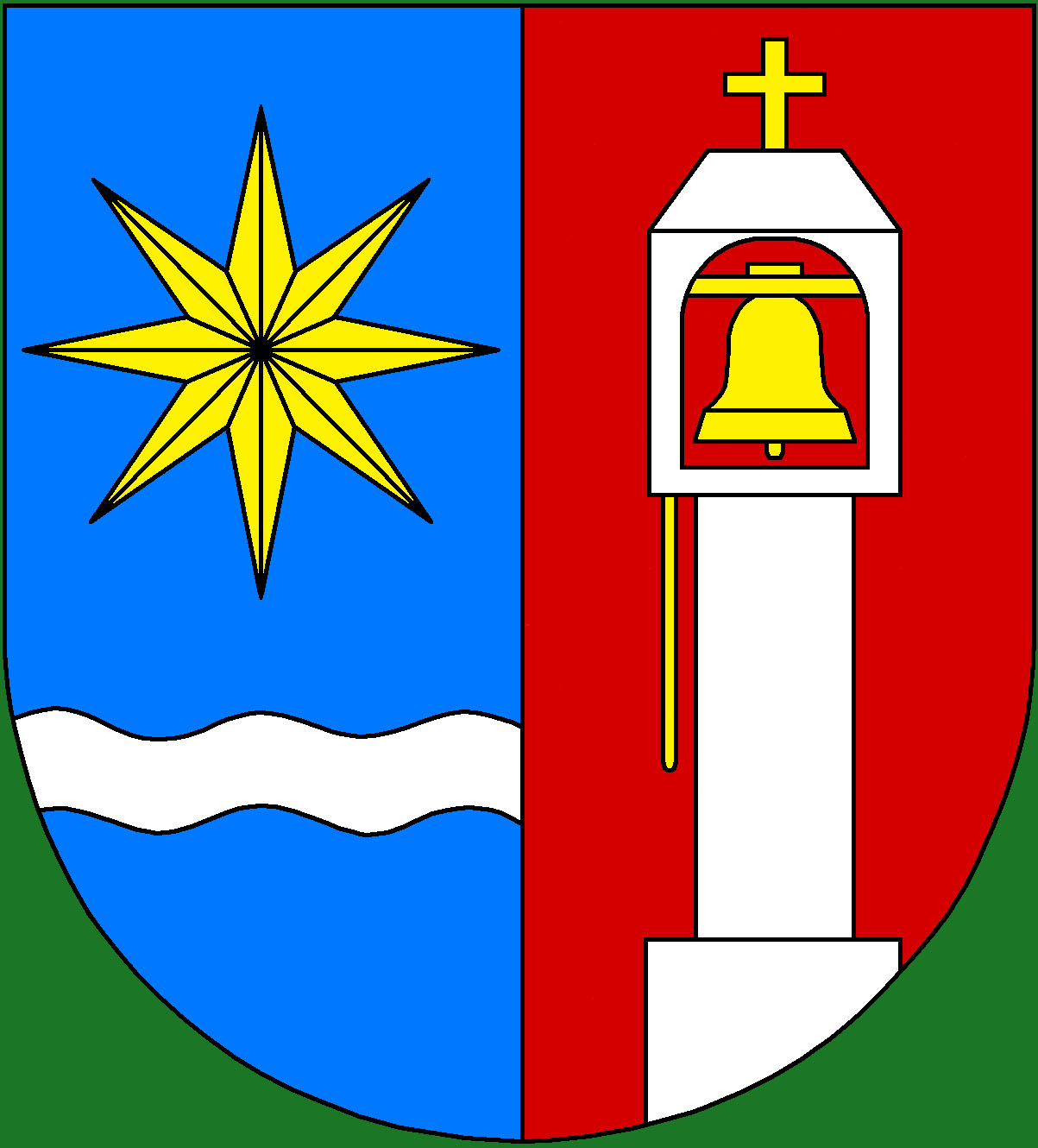
neoficiální znak

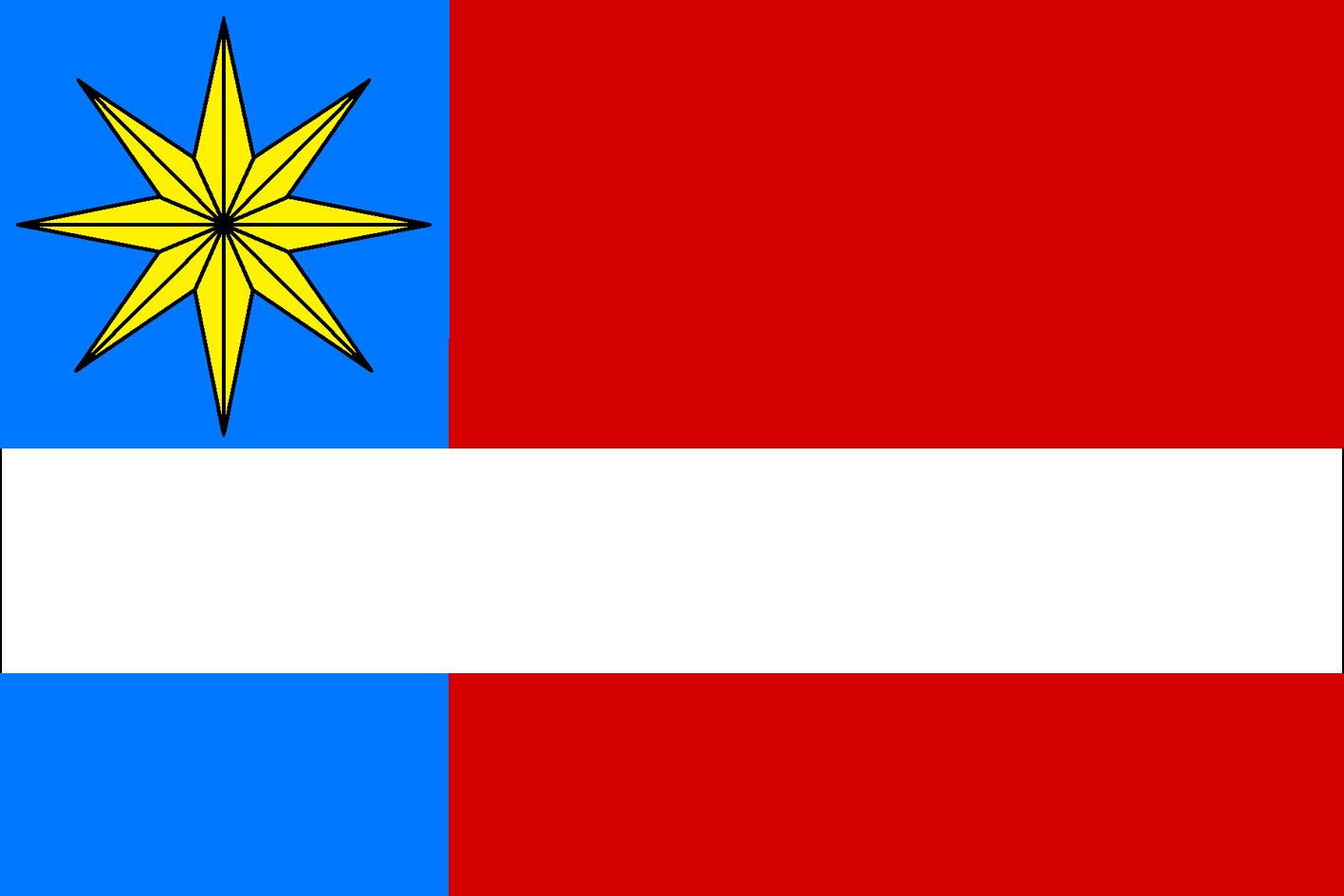
neoficiální vlajka

### Územněsprávní začlenění
Dějiny územněsprávního začleňování zahrnují období od roku 1850 do současnosti. V chronologickém přehledu je uvedena územně administrativní příslušnost obce v roce, kdy ke změně došlo:
- 1850 země česká, kraj České Budějovice, politický okres Benešov, soudní okres Vlašim, obec Střechov nad Sázavou[5]
- 1855 země česká, kraj Tábor, soudní okres Vlašim, obec Střechov nad Sázavou
- 1868 země česká, politický okres Benešov, soudní okres Vlašim, obec Střechov nad Sázavou
- 1921 země česká, politický okres Benešov, soudní okres Vlašim[6]
- 1937 země česká, politický i soudní okres Vlašim[7]
- 1939 země česká, Oberlandrat Německý Brod, politický i soudní okres Vlašim[8]
- 1942 země česká, Oberlandrat Praha, politický okres Benešov, soudní okres Vlašim[9]
- 1945 země česká, správní i soudní okres Vlašim[10]
- 1949 Pražský kraj, okres Vlašim[11]
- 1960 Středočeský kraj, okres Benešov
- k 1. lednu 1980 Středočeský kraj, okres Benešov, město Trhový Štěpánov[6]
- 2003 Středočeský kraj, okres Benešov, obec s rozšířenou působností Vlašim, město Trhový Štěpánov

## Pamětihodnosti
- Sloupová zvonička s malým zvonkem na návsi z roku 1876
- Pomník padlým v první světové válce

## Významné osobnosti
- František Šimek, který se zde narodil 15. srpna 1872 a působil jako knihkupec v Ostravě-Vítkovicích. Jemu se narodil 5. prosince 1906 syn R. F. Šimek, který byl nejen obchodníkem, ale psal básně i knihy.

## Lokalita nad Lipinou
Mokřadní louky s prstnatci májovými a vachtou.
Prstnatec májový (Dactylorhiza majalis, synonyma Orchis majalis, Dactylorchis latifolia, Orchis latifolia) je ohrožený druh  vstavačovitých rostlin patřící mezi byliny rostoucí na území Česka.
Vachta trojlistá (Menyanthes trifoliata, latinské Menyanthés bývá odvozováno z řeckého menýein – odhaliti se, ukazovati se, a anthos – květina, zřejmě pro nápadné květy) je bíle kvetoucí pionýrská rostlina  z čeledi hořcovité, jediná z rodu vachta. Dosahuje výšky 15–30 cm. V ČR je chráněna zákonem. Lidový název je hořký jetel (díky hořké chuti a listům, které tvarem připomínají právě listy jetele).
Louky sečou ČSOP Vlašim.

## Sbor dobrovolných hasičů
Sbor dobrovolných hasičů byl v Dalkovicích založen 1. ledna roku 1911 především kvůli požární ochraně. Sbor dobrovolných hasičů v současnosti má celkem 54 členů, z toho 11 žen a 43 mužů.

## Fotografie

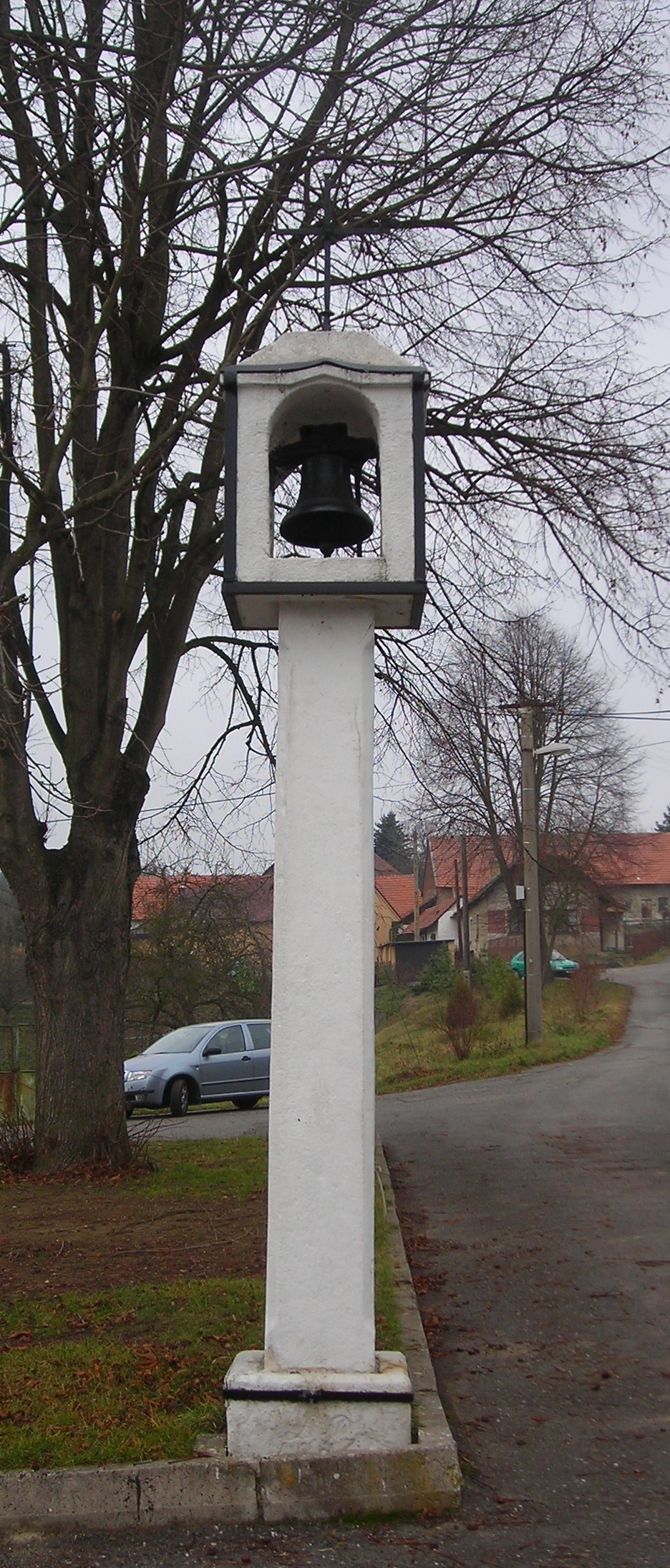
Sloupová zvonička z roku 1876
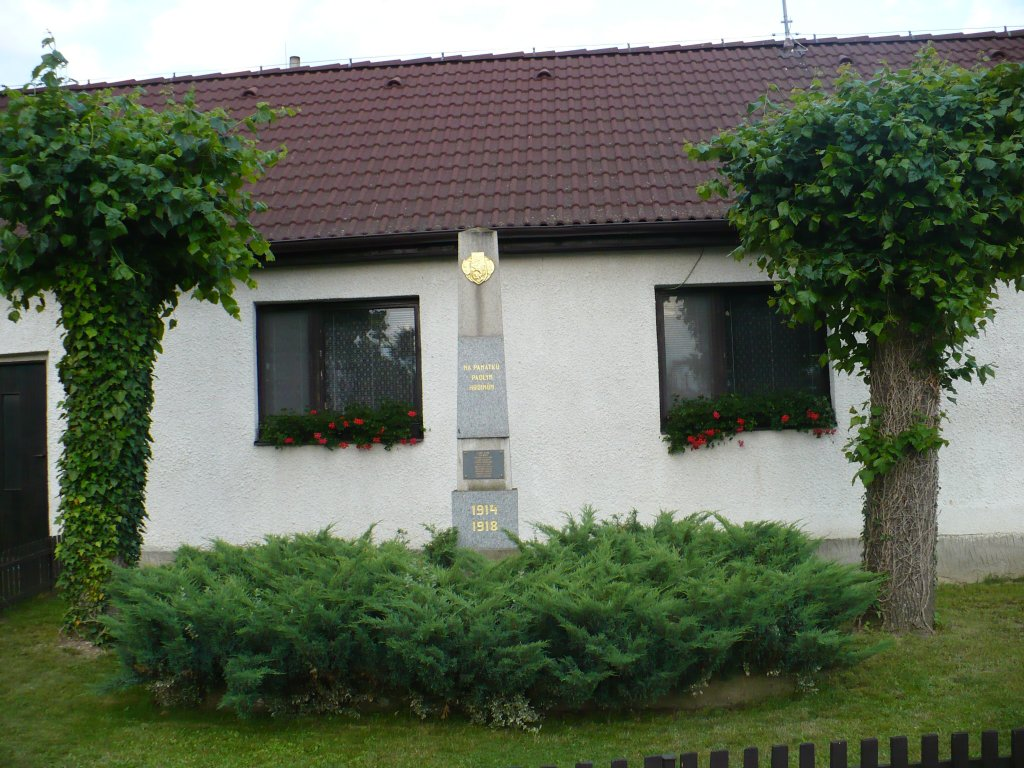
Pomník padlým v první světové válce
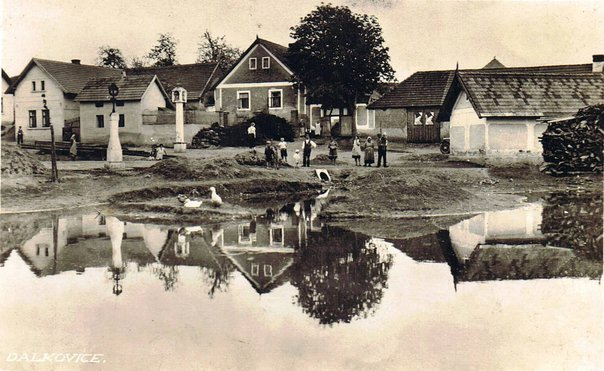
Náves (1945)
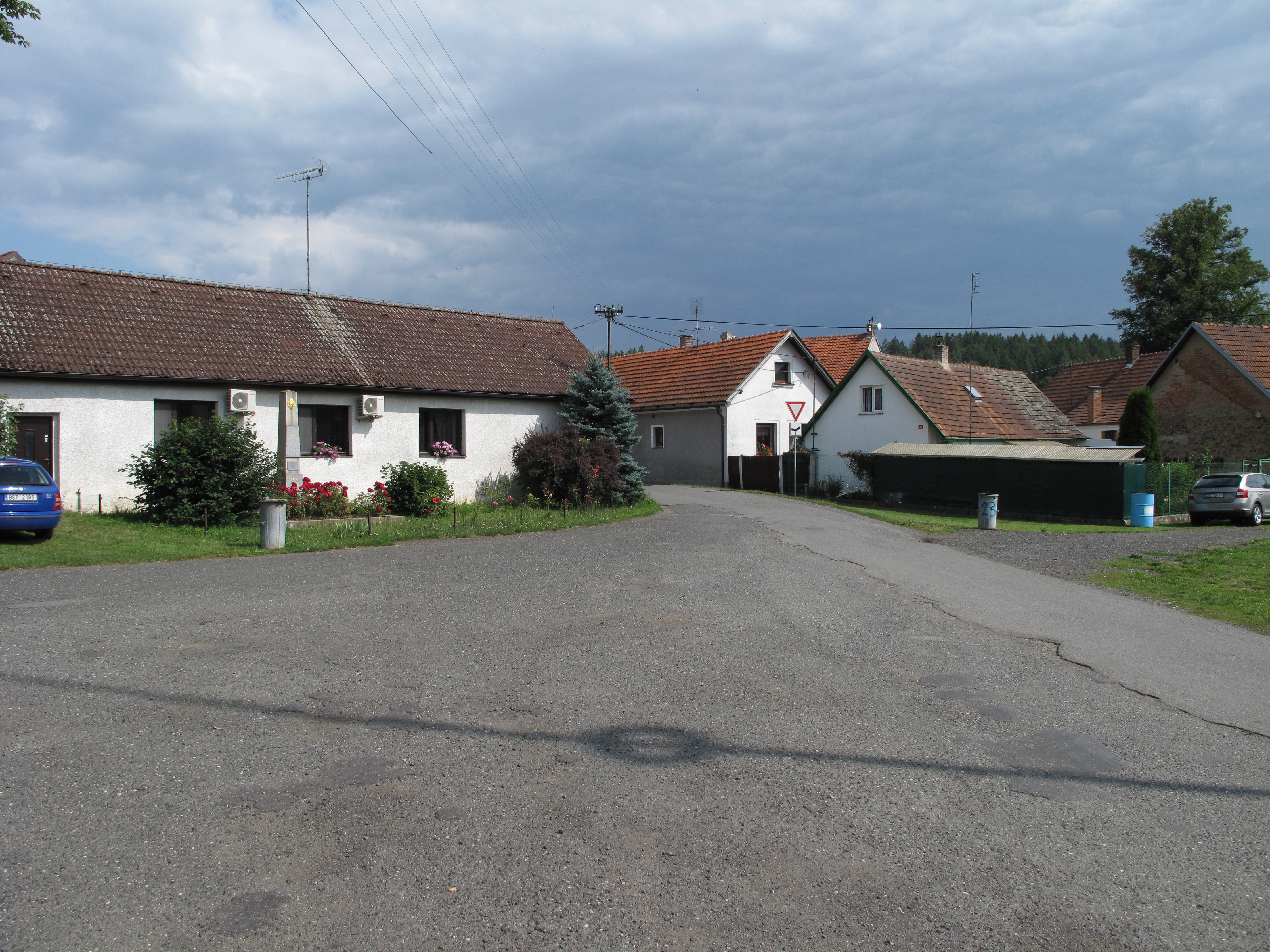
Náves (2019)
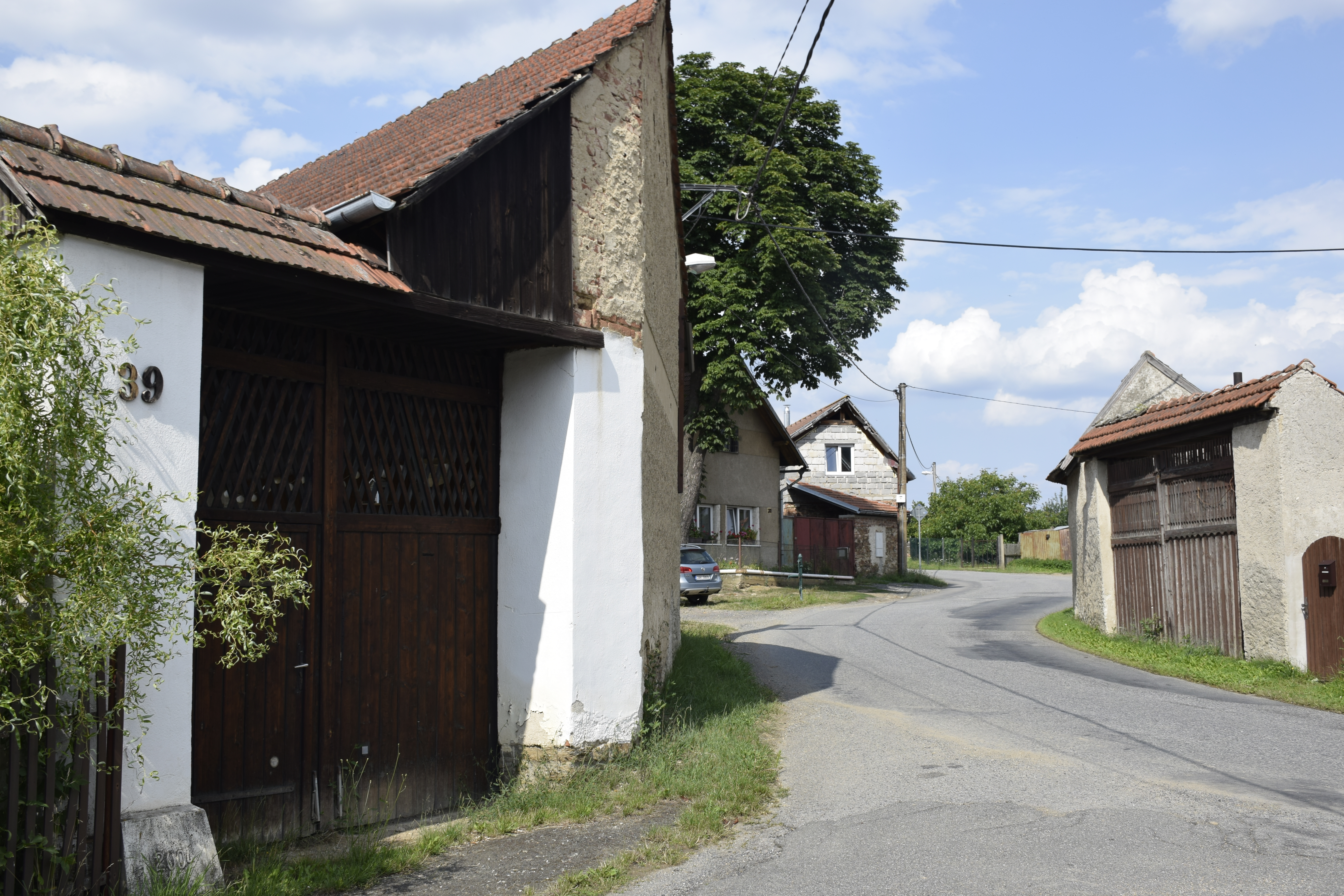
Cesta mezi domy